# Чебакла
Чебакла́ — река в России, протекает по территории Кувандыкского и Гайского районов Оренбургской области. Устье реки находится в 5 км по правому берегу реки Губерли. Длина реки — 42 км. На реке расположено село Сара.

## Данные водного реестра
По данным государственного водного реестра России относится к Уральскому бассейновому округу, водохозяйственный участок реки — Урал от города Орск до впадения реки Сакмара. Речной подбассейн реки — подбассейн отсутствует. Речной бассейн реки — Урал (российская часть бассейна).